# Rüenhardt
Die Rüenhardt ist mit einer Höhe von 636 m ü. NHN die dritthöchste Erhebung des Ebbegebirges und der höchste Berg im Stadtgebiet von Attendorn.

## Lage
Der Berg ist Bestandteil des Hauptkamms des Gebirgszuges (Hohes Ebbe) im westlichen Sauerland und befindet sich am östlichen Rand des Höhenzuges. Er nimmt hinter der Nordhelle, deren Gipfel sich etwa 3,3 km westlich erhebt und eine Höhe von 663 m ü. NHN besitzt und dem 645,9 m hohen und lediglich knapp einen km südwestlich gelegenen Rehberg, der durch eine Schartenhöhe von lediglich etwa 20 Höhenmetern von der Rüenhardt abgegrenzt wird, mit einer Höhe von 636 m ü. NHN den dritten Platz im Höhenvergleich der Berge des Ebbegebirges ein.
Die Bergkuppe liegt auf dem Stadtgebiet von Attendorn (mit den nächsten Ortsteilen Lichtringhausen und Neuenhof im Kreis Olpe). Die südliche Bergflanke gehört zur Stadt Meinerzhagen mit dem nahe gelegenen Stadtteil Valbert, am nordöstlichen Hang beginnt die Gemarkung der Stadt Plettenberg mit dem Stadtteil Himmelmert und der nordwestliche Berghang erstreckt sich auf dem Gemeindegebiet von Herscheid mit den Weilern Im Ebbe/Ebbetal und Kiesbert. Die drei zuletztgenannten Stadt- bzw. Ortsgemeinden liegen im Märkischen Kreis. Alle vier Orte befinden sich im Regierungsbezirk Arnsberg in Nordrhein-Westfalen. Nördlich, zu Herscheid und Plettenberg gehörend, erstreckt sich in West-Ost-Richtung der Talgrund der Oester, die im Oberlauf Ebbebach genannt wird und zur nahe gelegenen Oestertalsperre angestaut wird.

## Beschreibung
Während sich auf der Nordhelle der gleichnamige Sendeturm des WDR, daneben ein Fernmeldeturm der Bundeswehr und als öffentlich zugänglicher Aussichtsturm der Robert-Kolb-Turm mit einer Amateurfunk-Relaisstation befinden und auf ihrem Nebengipfel, dem Waldberg, der Fernmeldeturm Ebbegebirge steht, ist die Rüenhardt ebenso wie der benachbarte Rehberg frei von jeglicher Bebauung. Die einzige Ausnahme bildet als Einzellage das Forsthaus Ebbe am Osthang auf dem Stadtgebiet von Attendorn. Der Berg und seine Kuppe ist, von sehr kleinen Freiflächen abgesehen, fast durchweg bewaldet. Nadelhölzer, überwiegend Fichten, dominieren hier den Baumbestand.

## Naturschutz und Tourismus
Die Rüenhardt, wie auch der gesamte Höhenzug der Ebbe, liegt zentral im 1964 eingerichteten Naturpark Ebbegebirge mit einer Fläche von 777 km².
Am Südhang des Berges bzw. in unmittelbarer Nähe wurden vier Naturschutzgebiete ausgewiesen, die sich auf dem Stadtgebiet von Meinerzhagen (die ersten zwei) befinden bzw. zu Attendorn gehören (die beiden letzteren). Im Einzelnen handelt es sich hierbei um die unter Naturschutz stehenden Flächen/Gebiete: Auf’m Ebbe/Mahlersberg mit 3,58 ha, Auf’m Ebbe/Wesebach-Tal/Wesebruch mit 17,76 ha, Berndebachtal mit 36,08 ha und Quelle am Rüenhardt mit 0,68 ha. Diese Naturschutzgebiete bestehen u. a. aus Quellgebieten und den hieraus entspringenden Bachläufen mit Bachauen und Feuchtwiesen, Torf- und Bruchwaldbestand (überwiegend Erlenbruch- und Birkenbruchwald), Hochmooren, nährstoffarmen Frei- und Waldflächen, schützenswerten und teilweise bodensauren Waldflächen und aus der forstwirtschaftlichen Nutzung herausgenommene Waldgebiete, die an den Außenrändern als Pufferzonen sowie als Vernetzungsflächen der einzelnen Biotope dienen und die jeweils hier vorkommenden, schützenswerten standorttypischen Tier- und Pflanzengemeinschaften (Biozönose) aufweisen.
Neben etlichen gekennzeichneten Wanderwegen, die in unmittelbarer Umgebung verlaufen, führt der Robert-Kolb-Weg als einer der überregionalen Hauptwanderwege des Sauerländischen Gebirgsvereins über den Hauptkamm des Ebbegebirges und auch über die Flanken (nicht über die Kuppe) dieses Berges.